# Cerro al Lambro
Cerro al Lambro je italská obec v metropolitní město Milán v oblasti Lombardie.
V roce 2013 zde žilo 5 036 obyvatel.

## Sousední obce
Bascapè (PV), Carpiano, Casaletto Lodigiano (LO), Melegnano, San Zenone al Lambro, Vizzolo Predabissi

## Vývoj počtu obyvatel
Zdroj: 